# Anthony Ogogo
Anthony Ogogo, né le 24 novembre 1988 à Great Yarmouth en Angleterre, est un boxeur britannique.

## Carrière en boxe anglaise
Médaillé de bronze aux Jeux olympiques de Londres en 2012, sa carrière amateur est également marquée par une médaille d'argent aux Jeux du Commonwealth de New Delhi en 2010 dans la catégorie des poids moyens.

### Jeux olympiques
- Médaille de bronze en -75 kg aux Jeux de 2012 à Londres, Angleterre

### Jeux du Commonwealth
- Médaille d'argent en -75 kg en 2010 à New Delhi,  Inde

## Carrière dans le catch

### Circuit indépendant (2019)
Suivant sa retraite en boxe anglaise, Ogoga commence sa carrière de catcheur professionnel. Le 23 février 2019, il fait ses débuts à la World Association of Wrestling (WAW).

### All Elite Wrestling (2019–...)

#### Développement et commentateur à AEW Dark (2019-2021)
En avril 2019, Ogogo apparaît dans l'émission Youtube de Cody Rhodes : Nightmare Family, The Road to Double or Nothing[réf. nécessaire]. Le 26 octobre 2019, il est annoncé qu'Ogogo venait de signer un contrat avec la All Elite Wrestling (AEW). Ogogo est le premier catcheur en développement de la AEW, il est entraîné par Dustin Rhodes et QT Marshall,. Le 20 octobre, Ogogo commence à apparaître en tant que commentateur lors de AEW Dark[réf. nécessaire].

#### Débuts et The Factory (2021-...)
Le 31 mars 2021 à Dynamite, Ogogo fait ses débuts en s'alliant a QT Marshall, Aaron Solow et Nick Comoroto pour attaquer Cody Rhodes et les autres membres de la Nightmare Family, formant un nouveau clan heel appelé The Factory. Le 14 avril à Dynamite, Ogogo dispute son premier match en battant Cole Karter en 50 secondes par arrêt de l'arbitre[réf. nécessaire].
Le 1er juin lors de Double or Nothing, Ogogo perd contre Cody Rhodes, essuyant ainsi sa première défaite à la AEW.

## Médias
En 2008, il participe à l'émission Big Brother: Celebrity Hijack, qui remplace l'édition de Celebrity Big Brother. Lors de la finale, le 26e jour, il termine à la 4e place.
En 2013, il participe à la première saison de l'édition britannique de Splash UK. Il se blesse et doit abandonner la compétition.
En 2015, il fait partie des célébrités qui participe à la 13e saison de Strictly Come Dancing.
En 2018, il participe à la 3e saison de l'émission Celebrity Island with Bear Grylls.

## Référence
1. ↑  (en) Résultats des Jeux olympiques 2012 (amateur-boxing.strefa.pl)
2. ↑  https://www.edp24.co.uk/sport/anthony-ogogo-ready-to-become-a-wrestler-1-6097087
3. ↑  « WAW In Lowestoft », sur Cagematch.net, Cagematch (consulté le 26 octobre 2019)
4. ↑  « OLYMPIC MEDALIST ANTHONY OGOGO SIGNS WITH AEW », sur f4wonline.com, Wrestling Observer, 26 octobre 2019 (consulté le 26 octobre 2019)
5. ↑  « I’m thrilled about this signing. Anthony will be our first developmental project as a company. For those who followed his boxing career and saw his Olympic acumen, you’ll be happy to see he’s now applying that passion and work-ethic to pro-wrestling training. Welcome Anthony! », sur twitter.com, Cody Rhodes, 26 octobre 2019 (consulté le 26 octobre 2019)
6. ↑  https://411mania.com/wrestling/update-on-the-status-of-anthony-ogogo-in-aew/
7. ↑  (en) « Christian Cage And Matt Sydal Declare Themselves For Casino Battle Royal At AEW Double Or Nothing | Fightful News », sur www.fightful.com (consulté le 2 juin 2021)